# (100819) 1998 FX133
(100819) 1998 FX133 es un asteroide perteneciente al cinturón de asteroides, región del sistema solar que se encuentra entre las órbitas de Marte y Júpiter, descubierto el 20 de marzo de 1998 por el equipo del Lincoln Near-Earth Asteroid Research desde el Laboratorio Lincoln, Socorro, Nuevo México, Estados Unidos.

## Designación y nombre
Designado provisionalmente como 1998 FX133. 

## Características orbitales
1998 FX133 está situado a una distancia media del Sol de 3,018 ua, pudiendo alejarse hasta 3,750 ua y acercarse hasta 2,286 ua. Su excentricidad es 0,242 y la inclinación orbital 1,060 grados. Emplea 1915,63 días en completar una órbita alrededor del Sol.

## Características físicas
La magnitud absoluta de 1998 FX133 es 15,6. Tiene 4,637 km de diámetro y su albedo se estima en 0,047. 